# مارکوس شولتز

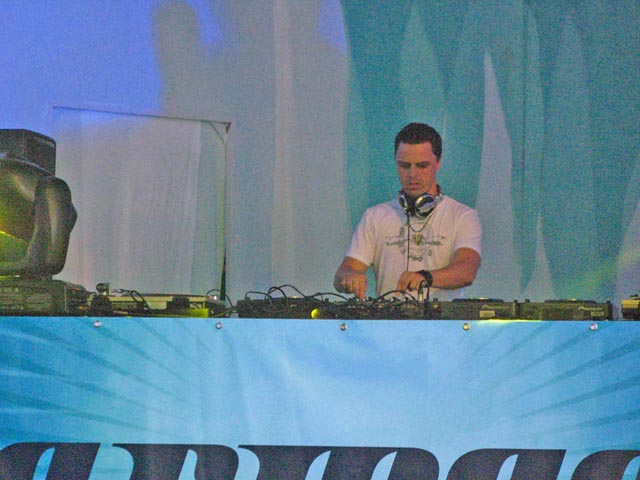
مارکوس شولتز، آهنگساز و دی‌جی اهل آلمان - ۲۰۰۷

مارکوس شولتز آهنگساز و دی‌جی موسیقی ترنس اهل کشور آلمان است که هم‌اکنون در میامی آمریکا زندگی می‌کند، مارکوس برای شو هفتگی که از اینترنت رادیو پخش می‌شود شناخته شده‌است، او همچنین یک ناشر موسیقی الکترونیک دنس را به نام کلد هربر رکردینگ تأسیس کرده.
شولز تا به امروز ۴ سی‌دی میکس و ۲ آلبوم را با نام خود منتشر کرده‌است، او همچنین آهنگ‌ها و آلبوم تحت عنوان دکوتا منتشر کرده‌است، شولز سابقهٔ همکاری با موسیقیدانان زیادی از جمله دپش مد، مدونا، اوریتینگ بات د گرل، جوئل، اشن لب، تله‌پاپ‌موزیک را دارد.